# Adam Siao Him Fa
Adam Siao Him Fa (Bordeaux, 31 januari 2001) is een Frans kunstschaatser. Hij is tweevoudig Europees kampioen (2023, 2024). Op de Wereldkampioenschappen in 2024 won hij de bronzen medaille.

## Biografie
Adam Siao Him Fa werd geboren op 31 januari 2001 in Bordeaux, Frankrijk. Beide zijn ouders zijn afkomstig uit Mauritius. Op vierjarige leeftijd begon Siao Him Fa met kunstschaatsen. In oktober 2015 debuteerde hij op internationaal niveau bij de junioren en in november 2018 bij de senioren. In 2017 begon Siao Him Fa te trainen bij Brian Joubert. In 2022 nam hij deel aan de Olympische Spelen in Peking, waar hij eindigde op de 14e plaats. Op de Europese kampioenschappen in 2023 won hij voor het eerst goud, een prestatie die hij in 2024 herhaalde. In datzelfde jaar won hij ook de bronzen medaille op de Wereldkampioenschappen. Op de Europese kampioenschappen in 2025 slaagde Siao Him Fa er niet in om opnieuw zijn titel te verdedigen, maar behaalde hij wel de bronzen medaille.

## Persoonlijke records
Behaald tijdens ISU-wedstrijden. 
|                     | punten | toernooi                  |
| ------------------- | ------ | ------------------------- |
| Hoogste totaalscore | 306.78 | 2023 Grand Prix de France |
| Hoogste korte kür   | 101.07 | 2023 Grand Prix de France |
| Hoogste lange kür   | 207.17 | 2023 Cup of China         |

## Belangrijke resultaten
| Kampioenschap            | 14/15 | 15/16 | 16/17 | 17/18  | 18/19  | 19/20  | 20/21         | 21/22         | 22/23         | 23/24         | 24/25         |
| ------------------------ | ----- | ----- | ----- | ------ | ------ | ------ | ------------- | ------------- | ------------- | ------------- | ------------- |
| Olympische Spelen        |       |       |       |        |        |        |               | 14e           |               |               |               |
| Wereldkampioenschap      |       |       |       |        |        |        |               | 8e            | 10e           | Brons         | 4e            |
| Europees kampioenschap   |       |       |       |        | 12e    | 11e    |               |               | Goud          | Goud          | Brons         |
| Grand Prix-finale        |       |       |       |        |        |        |               |               |               | 4e            |               |
| Nationaal kampioenschap  |       | 8e    | 8e    | 4e     | Zilver | Zilver | Zilver        | Zilver        | Goud          | Goud          |               |
| Olympische Jeugdspelen   |       | 10e   |       |        |        |        | geen deelname | geen deelname | geen deelname | geen deelname | geen deelname |
| WK junioren              |       |       |       | 17e    | 6e     | 7e     | geen deelname | geen deelname | geen deelname | geen deelname | geen deelname |
| Junior Grand Prix-finale |       |       |       |        | 4e     |        | geen deelname | geen deelname | geen deelname | geen deelname | geen deelname |
| NK junioren              | 6e    | 4e    | Goud  | Zilver | Goud   | Goud   | geen deelname | geen deelname | geen deelname | geen deelname | geen deelname |